# Museum der Badekultur

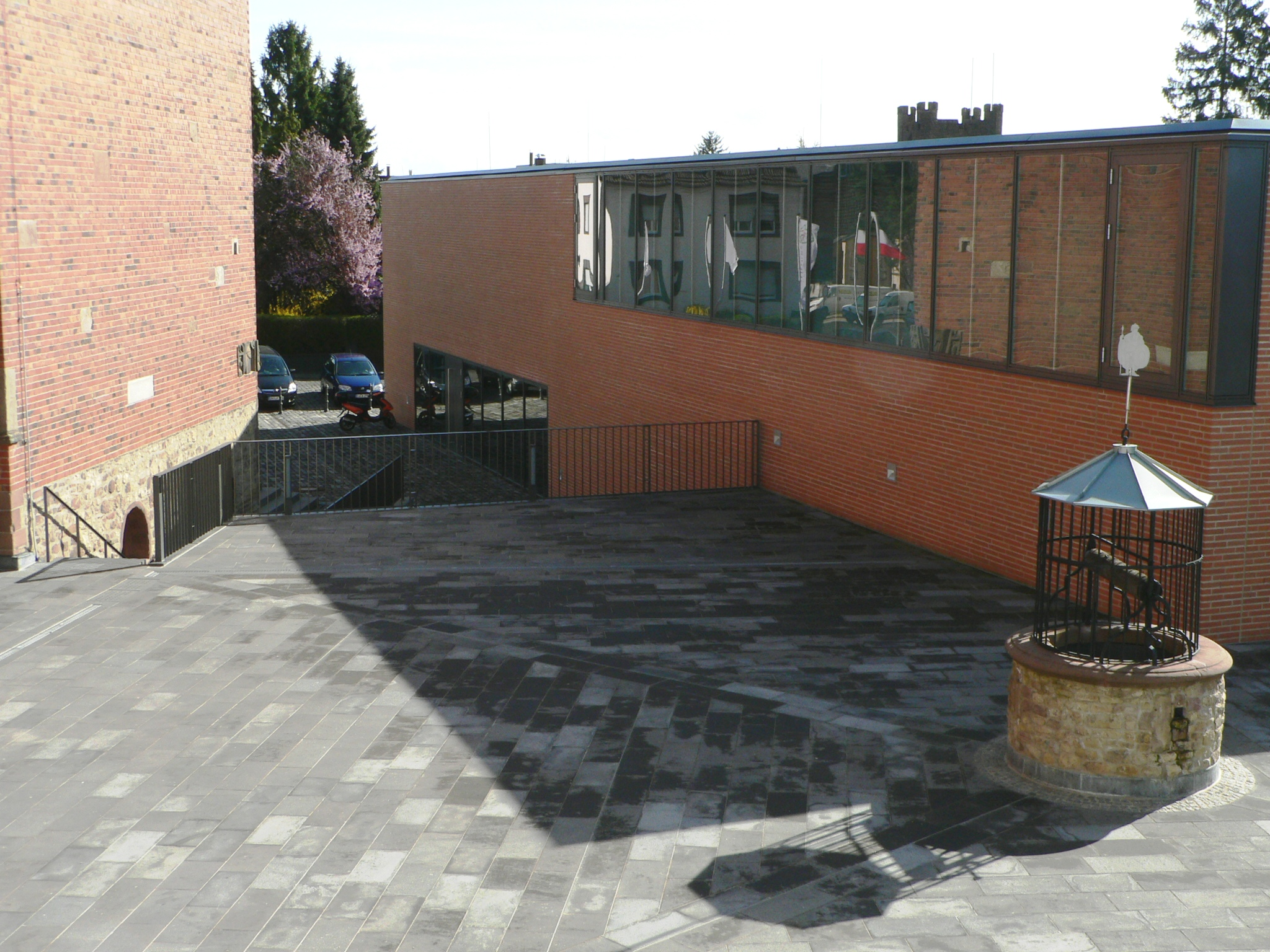
Blick auf den Quirinusplatz und die „Römerthermen Zülpich – Museum der Badekultur“ (2009)

Die im August 2008 eröffneten Römerthermen Zülpich – Museum der Badekultur zeigen eine sehr gut erhaltene römische Thermenanlage. Das Museum auf dem Mühlenberg in Zülpich, Kreis Euskirchen, ist ein Kooperationsprojekt des Landschaftsverbandes Rheinland (LVR) und der Stadt Zülpich.

## Geschichte
Die römischen Thermen von Zülpich verdanken ihren ausgesprochen guten Zustand vor allem ihrer unmittelbaren Nachbarschaft zur Kirche St. Peter. Jahrhundertelang blieben die Ruinen unter dem Friedhofsgelände verborgen und vor schädlichen Eingriffen geschützt. Erst im Jahre 1929 stießen Arbeiter beim Bau einer städtischen Kanalisation auf die Reste der antiken Anlage. Bis 1936 wurden die Überreste der über 1,50 m hoch erhaltenen Mauern, der Wasserbecken sowie des Heizsystems von dem Zülpicher Volksschullehrer Paul Hubert Pesch in Zusammenarbeit mit dem Rheinischen Provinzialmuseum freigelegt. Bereits zu dieser Zeit konnten Besucher den mit einem Schutzdach versehenen sog. Kernbau besichtigen. Am 24. Dezember 1944 zerstörte ein Luftangriff der alliierten Streitkräfte einen Großteil der Stadt, darunter auch die mittelalterliche Kirche und das alte Propsteigebäude. Die Thermen blieben glücklicherweise unbeschädigt, wurden allerdings einige Jahre für die Öffentlichkeit geschlossen.
1978/79 fanden neue Ausgrabungen durch das Rheinische Landesmuseum Bonn/Amt für Bodendenkmalpflege statt, bei denen bislang unbekannte Bereiche erforscht und unter anderem die Existenz einer sog. „basilica thermarum“ bewiesen werden konnten.
Da sich während der nächsten zwanzig Jahre die Erhaltungsbedingungen rapide verschlechterten, entschlossen sich die Vertreter des Zülpicher Geschichtsvereins, die Nordrhein-Westfalen-Stiftung Naturschutz, Heimat- und Kulturpflege und Heinz Günter Horn vom Ministerium für Stadtentwicklung, Kultur und Sport des Landes Nordrhein-Westfalen gemeinsam für den Neubau eines thematisch einzigartigen Museums.
Am 29. August 2008 wurden die „Römerthermen Zülpich – Museum der Badekultur“ eröffnet – allein am ersten Wochenende besichtigten über 6600 Besucher die Ausstellung.
Dank der Pläne des Zülpicher Architekten Markus Ernst bildet das moderne Museumsgebäude heute eine organische Einheit mit dem alten Propsteigebäude und der angrenzenden Peterskirche.
Am 1. April 2009 ist das ursprünglich städtische Museum in die Trägerschaft des Landschaftsverbandes Rheinland übergegangen.

## Dauerausstellungen

### Römische Abteilung

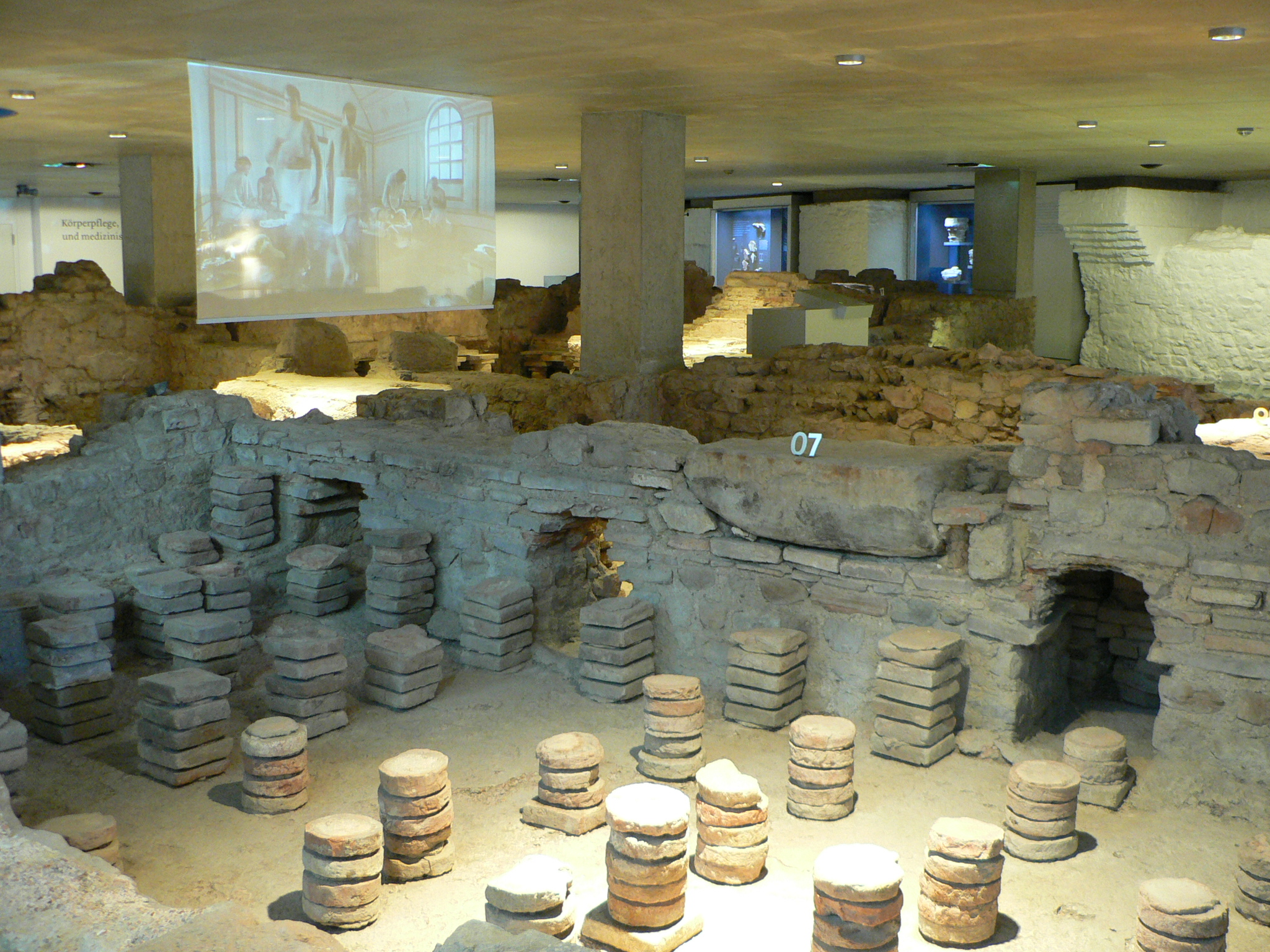
Blick über die Thermen (2009)

Hauptattraktion des Museums sind die Überreste einer römischen Thermenanlage aus der Mitte des 2. Jahrhunderts n. Chr. Während ihrer fast zweihundertjährigen Nutzung wurde die Badeanstalt mehrmals aus- und umgebaut, bis sie im 4. Jahrhundert aufgegeben wurde. Heute führt ein archäologischer Rundweg die Besucher rund um die Thermen. An insgesamt 18 Stationen werden alle wichtigen Teile der Thermen erklärt. Darunter die unterschiedlich temperierten Räume des Frigidariums, Tepidariums und Caldariums, das Heizsystem mit seinen Präfurnien und Hypokausten wie auch die Wasserver- und -entsorgung.
Des Weiteren zeigt die Ausstellung, dass römische Thermen neben ihrer Funktion zur körperlichen Reinigung auch für das gesellschaftliche Leben von Bedeutung waren und gleichzeitig Orte antiker Wellness. Oftmals übten Ärzte in separaten Räumen ihr Handwerk aus.
Wie ausgeprägt die Badelust der Römer auch auf dem Lande war, zeigt eine Unterabteilung. Sie beherbergt unter anderem das kostbare Inventar eines römischen Grabes aus Enzen.

### Mittelalter
Anhand ausgewählter Exponate und Abbildungen zeigt die Ausstellung, dass auch im Mittelalter das Bad ein Ort geselligen Lebens war. So gehörten gemeinschaftliche Dampfbäder, Einzelbäder in hölzernen Zubern und kalte Güsse zum Repertoire einer städtischen Badestube. Körperhygiene und Entspannung galten demnach auch im Mittelalter als grundlegende Bestandteile der Badens. Zudem war der Bader als Barbier und Heilkundiger tätig. Er bot als Zusatzleistungen Haarschnitte, Rasuren und medizinische Behandlungen an.

### Frühe Neuzeit/Barock
Mit dem Aussterben der öffentlichen Badeeinrichtungen verlagerte sich die tägliche Körperpflege immer mehr ins Private. Viele der barocken Schlösser und Fürstensitze besaßen prunkvolle Badekabinette – teilweise mit funktionstüchtigen Wasserzu- und -ableitungen. Auch die Landbevölkerung konnte sich in sogenannten Bauernbädern, oftmals Nebenerwerb einer Hofstelle, von den täglichen Strapazen erholen.
Im Privaten sind Waschkommoden und Leibstühle die Vorboten moderner Badezimmer.

### Neuzeit
Mit der industriellen Revolution des 19. Jahrhunderts wurde die Hygiene zunehmend wichtiger. Arbeiterbäder, öffentliche Waschanstalten und Volksbrausebäder boten jederzeit Gelegenheit zu körperlicher Reinigung. Daneben wurde das Baden zunehmend als Freizeitaktivität geschätzt. Allerorts errichteten die Städte große Freibäder und Schwimmanstalten, der Strandurlaub am Meer wurde zum Sehnsuchtsziel für Viele.
Die ausgestellte Strandmode und Badezimmereinrichtungen zeugen vom Wandel der Badesitten und  -moden während der letzten zweihundert Jahre. Doch ausgiebiger Badespaß benötigt immer größere Wassermengen, vor allem die beliebten Spaßbäder unserer Zeit.

## Wechselausstellung
Neben der Dauerausstellung bietet das Museum regelmäßig wechselnde Sonderausstellungen auf einer Fläche von 147 m2.

## Museumsangebot

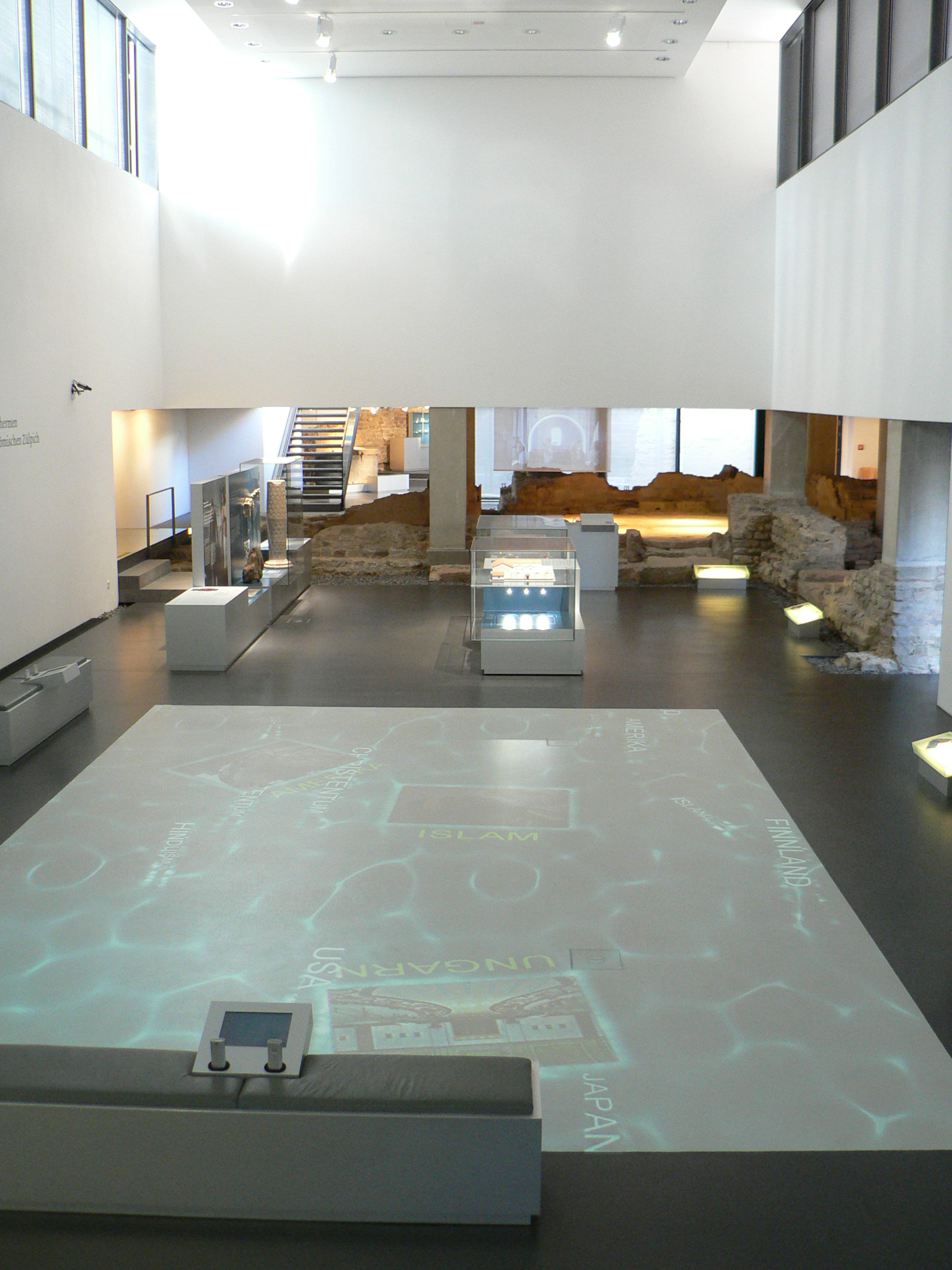
Die Basilika

Regelmäßig finden im Museum Vorträge und Lesungen statt.
Einmal im Monat wird eine öffentliche Führung zu ausgewählten Themen angeboten sowie die kindgerechte Führung „Schüler führen Schüler“.
Allgemeine Führungen sind auf Vorbestellung möglich.
Ausgebildete Museumspädagogen bieten zudem Workshops für Kinder und Erwachsene sowie Geburtstagsfeiern für Kinder an.
Zum speziellen Angebot der „Römerthermen Zülpich – Museum der Badekultur“ zählt die Vermietung dreier Veranstaltungsräume:
- Seminarraum (37 m²)
- Basilika (194 m²)
- Salentinsaal (74,5 m²)